# Majd mi megmutatjuk
A Majd mi megmutatjuk a Frakk, a macskák réme című rajzfilmsorozat második évadjának nyolcadik része.

## Cselekmény
Irma néni elutazik egy napra, ezért Károly bácsi és Frakk elhatározzák, hogy móresre tanítják a macskákat. Amikor azonban ők segítenek, hogy Károly bácsi le ne bukjon a szivarral kiégetett nappali szőnyeg miatt, az öreg megenyhül irántuk, Frakk legnagyobb bosszúságára.

## Alkotók
- Rendezte: Nagy Pál
- Írta: Bálint Ágnes
- Zenéjét szerezte: Pethő Zsolt
- Hangmérnök: Bársony Péter
- Vágó: Czipauer János
- Tervezte: Várnai György
- Háttér: Szálas Gabriella
- Asszisztens: Ifj. Nagy Pál
- Színes technika: Dobrányi Géza, Fülöp Géza
- Felvételvezető: Dreilinger Zsuzsa
- Gyártásvezető: Magyar Gergely Levente
- Produkciós vezető: Gyöpös Sándor, Kunz Román

Készítette a Magyar Televízió megbízásából a Pannónia Filmstúdió

## Szereplők
- Frakk: Szabó Gyula
- Lukrécia: Schubert Éva
- Szerénke: Váradi Hédi
- Károly bácsi: Rajz János
- Irma néni: Pártos Erzsi